# Tijjani Babangida
Tijjani Babangida (Kaduna, 25 settembre 1973) è un ex calciatore nigeriano, di ruolo attaccante.

## Biografia
I fratelli Ibrahim e Haruna sono stati anch'essi calciatori professionisti.

## Carriera

### Club
Inizia la sua carriera in patria nei Niger Tornadoes per poi trasferirsi nei Paesi Bassi a giocare nel VVV-Venlo, Roda JC e Ajax. Dopo queste stagioni, che gli fruttano la partecipazione al campionato del mondo 1998, la sua carriera subisce un calo che lo porta a giocare in prestito in Turchia e a ritornare nei Paesi Bassi nelle file del Vitesse Arnhem, per poi lasciare definitivamente la Eredivisie, trasferendosi dapprima in Arabia Saudita (all'Al-Ittihad) e poi in Cina, dove ha concluso la carriera nel 2005.

### Nazionale
Con la nazionale nigeriana ha collezionato 36 presenze e 5 reti, prendendo parte al campionato del mondo 1998, in cui ha raggiunto gli ottavi di finale, e alle edizioni 2000 e 2002 della Coppa d'Africa, in cui la Nigeria si è classificata rispettivamente seconda e terza.
Con la selezione olimpica ha vinto la medaglia d'oro ai Giochi di Atlanta 1996.

## Palmarès

### Club
- Campionato olandese: 1

1997-1998
- Coppa dei Paesi Bassi: 2

Ajax: 1997-1998, 1998-1999
- Coppa di Turchia: 1

Gençlerbirliği: 2000-2001
- Campionato saudita: 1

Al-Ittihad: 2002-2003

### Nazionale
- Oro olimpico: 1

Atlanta 1996